# La Prophétie de Golgotha
La Prophétie de Golgotha est un thriller de Jean-Michel Riou publié en 2007 chez Flammarion.

## Publication
- La Prophétie de Golgotha, Jean-Michel Riou, éd. Flammarion, 2007, 600 p.

## Résumé
Le Golgotha est une organisation vieille de plusieurs siècles qui vise la destruction des États par la guerre. Selon ses membres, plus la guerre cause la mort et la dévastation, plus leur but risque d'être atteint.
Au printemps 1914, le Golgotha croit que l'occasion est propice au déclenchement de ce genre de guerre. Le jeu des alliances devrait tourner en leur faveur. Seulement, en France, si Joseph Caillaux devient président du Conseil, les pacifistes seront au pouvoir et la guerre risque de n'être pas déclenchée. Il décide alors de neutraliser Caillaux. Par l'entremise d'une comtesse russe embauchée par lui sans qu'elle le sache, Anastasia Ivérovitch,, la femme de Caillaux, Henriette, assassine Gaston Calmette, directeur du Figaro, qui était en train de publier des lettres compromettantes. Henriette est finalement acquittée mais Caillaux ne sera pas président du Conseil.
Anastasia regrette son influence mais elle a crû travailler pour le tsar qui lui a donné un exemplaire du Prince de Machiavel sur lequel est autographié le mot Golgotha dessus. Au début, elle n'en fait pas trop de cas mais Caillaux lui rend visite, après le meurtre de Calmette, et lui dit qu'elle a en réalité travaillé pour les intérêts de Golgotha. Celle-ci se demande ce qu'est Golgotha.
En 1919, peu après la guerre, elle rencontre Louis Chastelain, un aviateur français, héros de guerre, qui a lui aussi un secret. Il a été agent secret avant la guerre, et a su qu'une organisation secrète a commandité l'assassinat de François-Ferdinand, l'héritier de la couronne d'Autriche-Hongrie. Pendant la guerre, il a connu un aviateur américain qui a été presque enrôlé par cette organisation secrète qu'il nomme Golgotha.
Anastasia et Chastelain se confient leurs secrets. Comme ils ne savent que faire avec cela, ils décident d'en parler à Heinrich von Mietzerdoff, un aviateur allemand que Chastelain a connu pendant la guerre et qui sont devenus amis. Mietzerdoff fait sa petite enquête et apprend de source fiable que Golgotha a manipulé Raoul Villain pour qu'il assassine le socialiste Jean Jaurès, un pacifiste qui, le dernier, pouvait arrêter la marche à la guerre.
Malgré ces témoignages, les trois personnes disposent de peu de preuves sur l'existence de Golgotha. Ils décident donc d'attendre avant d'intervenir et se séparent. Nous retrouvons Anastasia vingt ans plus tard, en 1939, à la veille de la Deuxième Guerre mondiale. Elle vit sur la Côte d'azur et fréquente les maisons de jeux tel le Palm Beach. C'est là qu'elle rencontre par hasard Igor Kasparovitch, ancien conseiller du tsar et celui qui l'a embauché pour influencer Henriette Caillaux. Elle l'invective et lui assure qu'elle détient des preuves concernant son rôle dans le déclenchement de la guerre de 1914. La nuit suivante, elle meurt dans un accident d'automobile. Elle a légué tous ses biens à son ami Isaac Bernstein qui prend possession de certains papiers concernant Golgotha et Louis Chastelain ainsi qu'un certain Heinrich. Bernstein décide de faire une enquête et il est bientôt convaincu qu'Anastasia a été assassinée, d'autant que sa maison a été cambriolée dans les heures qui ont suivi sa mort.
Bernstein décide de contacter Louis Chastelain mais il apprend qu'il s'est suicidé il y a quelques années. La sœur de Chastelain, Solange, lui parle de Heinrich von Mietzerdorff. Malgré la guerre naissante et l'invasion de la France, en 1940, il tente de communiquer avec lui. Mais il n'a pas de chance: von Mietzerdorff a été arrêté par les nazis et est mort du typhus au camp de Buchenwald. Bernstein confie les papiers parlant de Golgotha à son assistant, Alfred Picard, un jour avant d'être à son tour arrêté par les nazis. Il est envoyé à Auschwitz où il meurt gazé.
En 1968, plus de 20 ans après ces faits, Picard reçoit la visite d'Alfred Unbewust, un ancien résistant allemand qui s'est joint à l'armée soviétique en 1939-1945, puis qui a eu la responsabilité de trier les dossiers de l'Office central de la sécurité du Reich. Il y a découvert de mystérieux papiers, propriété d'un certain von Mietzerdorff, et une lettre à celui-ci signée Isaac Bernstein. Les papiers parlaient de Jaurès et de Golgotha. Une longue enquête l'a menée à Alfred Picard, devenu expert philatéliste. La méfiance de Picard fait qu'Unberwust repart sans qu'il y ait eu de véritable évolution dans l'affaire.
Les deux compères commencent par la suite à correspondre. En 1980, Unbewost est arrêté par la Stasi, la police d'État est-allemande, pour s'être opposé à l'invasion de l'Afghanistan. Ils ne se voient qu'en 1989, après la chute du mur de Berlin. Ils échangent ce qu'ils savent, parlent de Golgotha. Doivent-ils communiquer au monde leurs renseignements? Ils décident d'attendre la menace d'une autre guerre. En 2007, ils décident finalement de publier leurs lettres sur Internet. Mais Golgotha les a devancés.

## Les personnages
- Roberto Fiorelli : né à Rome en 1890. Entré dans Golgotha en mars 1914 à la suite d'un attentat qu'il a perpétré en Italie. Son nom de code est Chimère.
- Anastasia Ivérovitch : comtesse russe. Amie d'Henriette Caillaux. N'a que du mépris pour la bourgeoisie. Le Golgotha se sert d'elle pour arriver à ses fins.
- Henriette Caillaux : femme du ministre Joseph Caillaux. Elle assassine Gaston Calmette, directeur du Figaro.
- Joseph Caillaux : ministre des Finances en France en 1914.
- Igor Kasparovitch : membre du Golgotha. Son nom de code est Léviathan de Job. Il embauche Anastasia Ivérovitch  pour espionner les Caillaux.
- Jonathan Garrett : ami et associé de Basil Zaharoff, important marchand d'armes du début du XXe siècle. En réalité, il est l'un des membres les plus influents du Golgotha et son nom de code est l'Archange.
- Louis Chastelain : aviateur français vétéran de la guerre 14-18. Anastasia Ivérovitch est sa maîtresse en 1919. En 1914, il a été agent de renseignement pour les services français et a su que François-Ferdinand allait être assassiné.
- Heinrich von Mietzerdorff : aviateur allemand pendant la guerre de 14-18. A hérité de terres en Poméranie. Devenu ami de Louis Chastelain pendant la guerre alors qu'ils s'affrontaient dans les airs.
- William Sturp : aviateur américain volontaire pour venir en aide à la France. Ami de Louis Chastelain. En 1914, il refuse d'être engagé par Golgotha. Il s'enrôle dans l'aviation française et meurt tué en 1916. Auparavant, il avait confié son secret à Louis Chastelain.
- Marcel de Montigny : commandant médecin pendant la Première Guerre mondiale. Travaille ensuite à la prison de la Santé.
- Isaac Bernstein : expert en art, ami de Picasso et de Matisse. Connaissance en 1939 de Anastasia Ivérovitch. Hérite de ses biens à la suite de sa mort.
- Boniface Bonaventure : croupier au Palm Beach sur la Côte d'azur.
- Solange Chastelain : sœur de Louis Chastelain.
- Alfred Picard : assistant d'Isaac Bernstein. Devenu philatéliste professionnel après la guerre 39-45.
- Alfred Unbewust : Allemand ayant participé à la Résistance contre Hitler. Il s'engage ensuite dans l'armée soviétique. Après la guerre, il reçoit la responsabilité de trier les dossiers de l'Office central de la sécurité du Reich. Plus tard, il devient professeur de piano.